# چاتالزیتین
چاتالزیتین (به ترکی استانبولی: Çatalzeytin) یک منطقهٔ مسکونی در ترکیه است که در استان قسطمونی واقع شده‌است. چاتالزیتین ۷۴ متر بالاتر از سطح دریا واقع شده‌است.